# Jon Krakauer
Œuvres principales
Voyage au bout de la solitude (Into the Wild)
Tragédie à l'Everest
Jon Krakauer (né le 12 avril 1954 à Brookline, Massachusetts) est un écrivain et alpiniste américain, employé par le magazine Outside et qui vit actuellement à Seattle.

## Biographie
Jon Krakauer a publié de nombreux articles dans les plus grands mensuels comme National Geographic et Rolling Stone. Sa notoriété provient notamment de son récit intitulé Tragédie à l'Everest (Into Thin Air), qui relate, selon son point de vue, les événements tragiques qui se sont produits lors de son ascension de l'Everest en mai 1996. Cette expédition s'est terminée par la mort de huit de ses participants.
Une vive controverse a éclaté avec le guide Anatoli Boukreev, dont le récit de l'expédition à l'Everest diffère sensiblement sur de nombreux points avec celui de Krakauer.
Tragédie à l'Everest a été adapté en 1997, dans le téléfilm Mort sur le toit du monde (Into Thin Air: Death on Everest). Ce film réalisé par Robert Markowitz met en scène Peter Horton dans le rôle de Scott Fischer et Christopher McDonald dans celui de Jon Krakauer. Il conserve le point de vue de Jon Krakauer sur ces événements même si des détails diffèrent de manière importante avec le livre, concernant les responsabilités.
Il est également l'auteur de Voyage au bout de la solitude sur le destin de Christopher McCandless, un jeune aventurier américain qui mourra d'épuisement après une intoxication par des plantes, en Alaska. En 2007, Sean Penn adapte le livre au cinéma : Into the Wild.
Tragédie à l'Everest est une nouvelle fois adapté dans Everest de Baltasar Kormákur, sorti en 2015. Michael Kelly y interprète Krakauer. Jon Krakauer est critique envers certaines scènes du film, qui n'auraient pas eu lieu, et indique qu'il n'a pas rencontré Michael Kelly. En revanche, il admet l'une des suggestions du film : sa présence en tant que journaliste a certainement poussé les responsables de l'expédition à prendre des risques supplémentaires. Il indique qu'il regrette avoir participé à cette expédition,.
Sur ordre de Dieu, qui paraît en 2003, raconte l'histoire d'un fait divers américain : en 1984, près de Salt Lake City, deux frères mormons dissidents assassinent leur belle-sœur et sa fillette de quinze mois. En 2022, le livre est adapté par Dustin Lance Black en une mini-série télévisée de sept épisodes, Sur ordre de Dieu.

## Œuvres
- Voyage au bout de la solitude (Into the Wild, 1996), Presses de la Cité, 1997  (ISBN 3492227082)
- Tragédie à l'Everest (Into Thin Air, 1997), Presses de la Cité, 1998  (ISBN 2258048621)
- Rêves de montagnes (Eiger Dreams, 1990), Presses de la Cité, 1999  (ISBN 2258049458)
- Sans consentement, enquête sur le viol (Missoula, Rape and the Justice System in a College Town, 2015), Presses de la Cité, 2016  (ISBN 2258137055)
- Sur ordre de Dieu. Double meurtre au pays des mormons (Under the Banner of Heaven, 2003), Presses de la Cité, 2018  (ISBN 9782258135536).
- Where Men Win Glory. The Odyssey of Pat Tillman, Doubleday, 2009  (ISBN 9780385522267)
- Trois tasses de mensonges (Three Cups of Deceit, 2011), éditions du Mont-Blanc, 2014.